# Cattedrale di Vilnius
La cattedrale metropolitana dei Santi Stanislao e Ladislao (in lituano Vilniaus Šv. Stanislovo ir Šv. Vladislovo arkikatedra bazilika) è il principale luogo di culto cattolico di Vilnius, in Lituania, e cattedrale dell'arcidiocesi di Vilnius.

## Storia
Costruita nell'omonima piazza su progetto dell'architetto Laurynas Gucevičius, fu innalzata tra il 1779 ed il 1783 in seguito alla distruzione dell'antica cattedrale, semicrollata nel 1769; quest'ultima ne sostituiva una più antica, bruciata nel 1530. Essa può essere annoverata come un monumento precoce del primo Neoclassicismo.

## Descrizione

### Esterno
Preceduta da un portico esastilo coronato da un frontone, la facciata è impreziosita da sculture di Tommaso Righi; la più importante raffigura la Sant'Elena con la Croce in mano. Lungo le due fiancate laterali si aprono due portici dorici. Di fianco alla facciata vi è l'alto campanile a pianta ottagonale, sormontato da una guglia con croce dorata.

### Interno

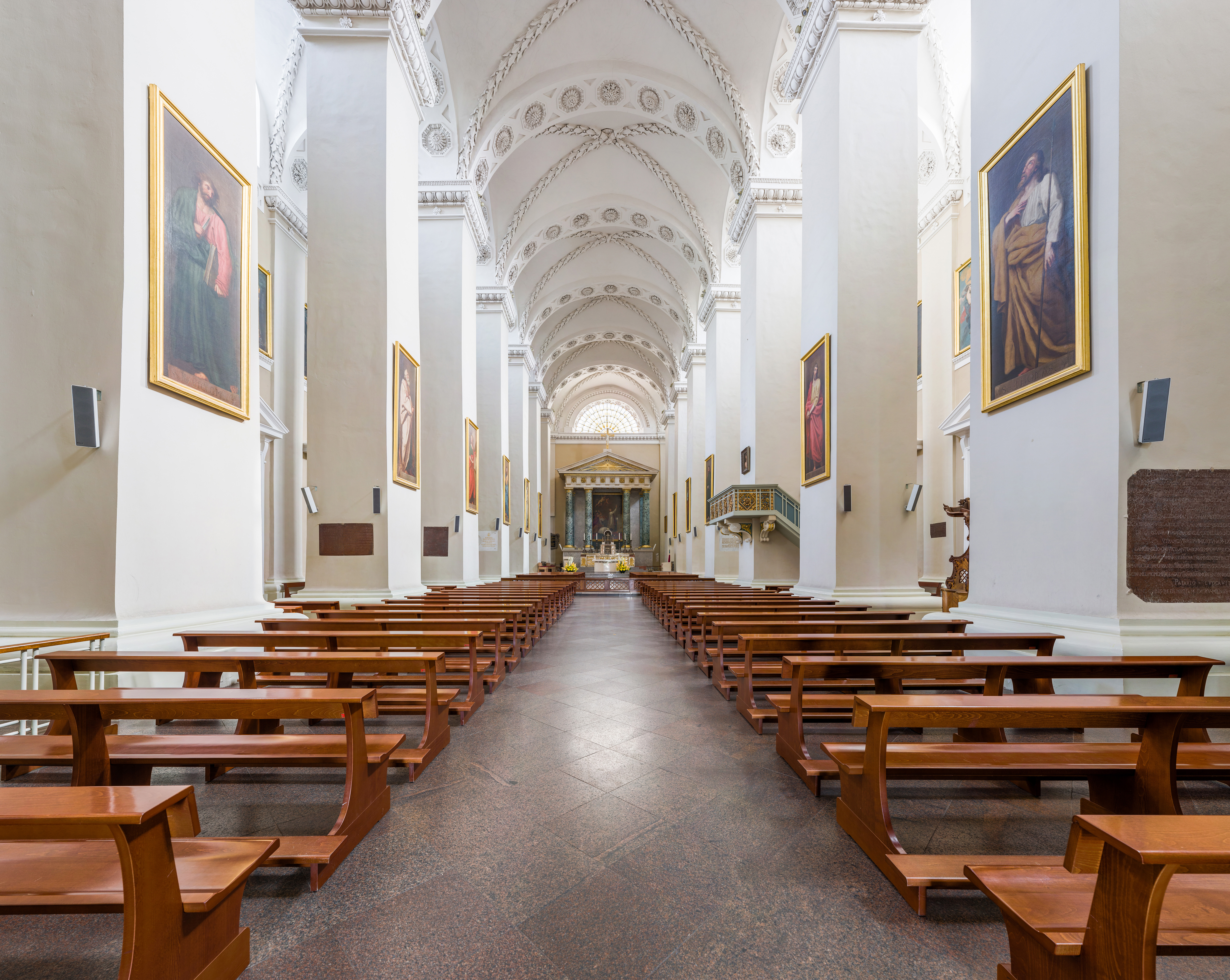
Interno

L'interno della cattedrale di Vilnius è in un austero stile neoclassico ed è a sala, con tre navate della medesima altezza coperte da alte volte a crociera decorate con cornici in stucco e sorrette da pilastri a pianta quadrata. Su questi ultimi, vi sono dei quadri del XIX secolo raffiguranti i Dodici Apostoli.
Essendo la cattedrale priva di abside, il presbiterio, rialzato di alcuni gradini rispetto al resto della chiesa, occupa l'ultima campata della navata centrale. Esso è su due livelli: il primo, quello più basso, accoglie i nuovi arredi sacri in marmo installati in seguito al Concilio Vaticano II, che consistono nell'altare, nell'ambone e nella cattedra; il secondo livello, invece, ospita il monumentale altare maggiore ottocentesco, con timpano triangolare sorretto da sei colonne tuscaniche in marmo verde.
Annessa alla chiesa è la cappella di San Casimiro, di gusto barocco. La parte più importante di essa è l'altare, ove si trovano un altorilievo raffigurante la Gloria della Vergine ed un'antica immagine bizantina di San Casimiro. La cappella, eretta da Matteo Castelli, ornata da statue di santi poste all'interno di alcune nicchie lungo le pareti, è coperta da una cupola con lanterna.

### Organo a canne
Sulla cantoria in controfacciata, si trova l'organo a canne Alexander Schuke opus 403, costruito nel 1969 riutilizzando la cassa realizzata nel 1780 da Nicolaus Jentzen.
Lo strumento, a trasmissione mista, meccanica per i manuali e il pedale, elettro-pneumatica per i registri, ha tre tastiere di 56 note ciascuna ed una pedaliera di 30 note. La monumentale cassa lignea è riccamente decorata con sculture e statue e si articola in più campi, con canne di principale con bocche a scudo.

## Galleria d'immagini

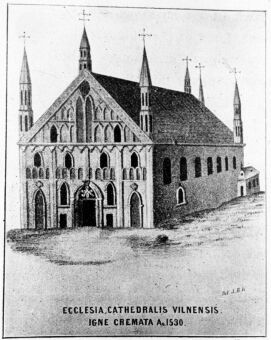
La perduta cattedrale medievale
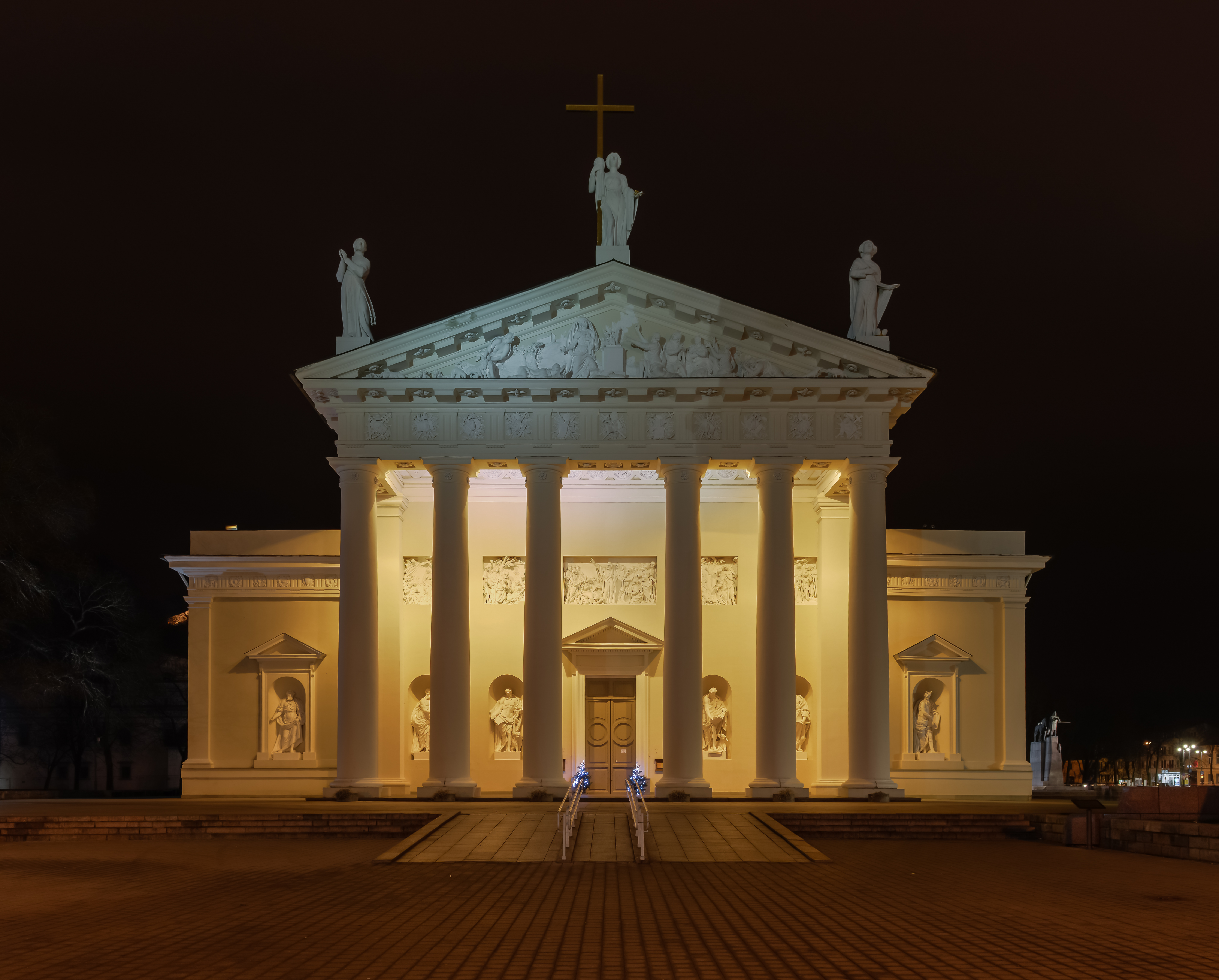
La facciata in un'immagine notturna
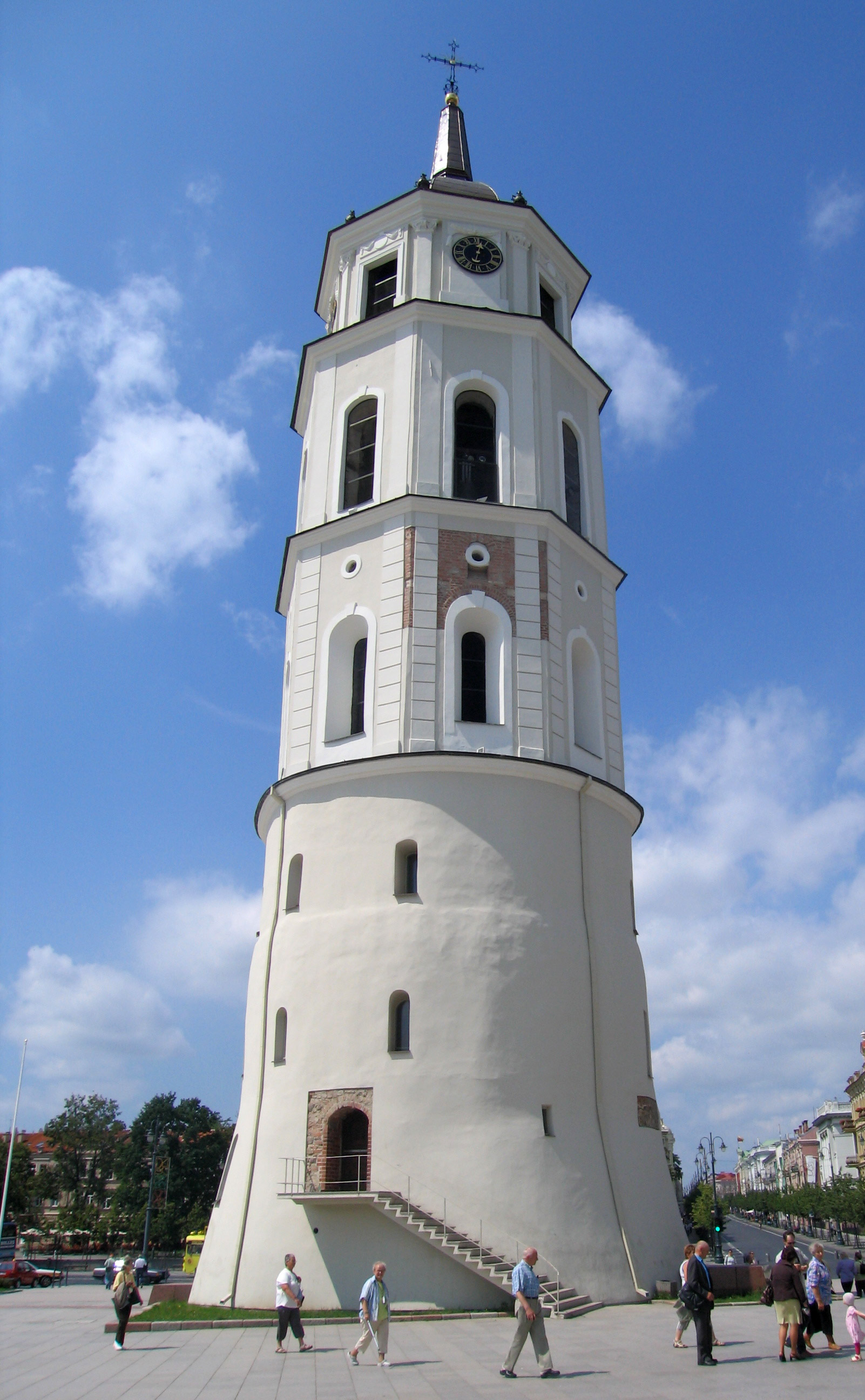
Il campanile
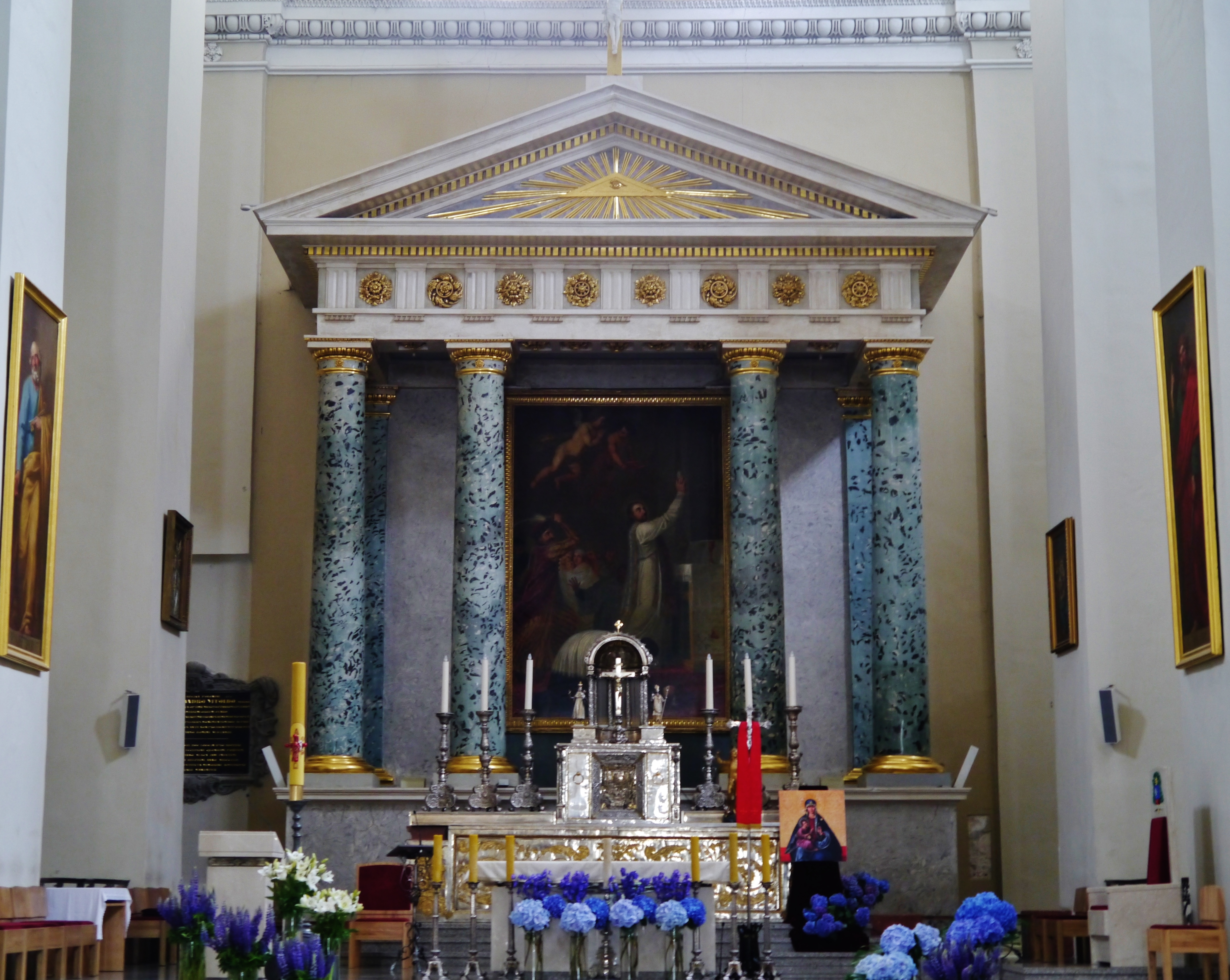
L'altare maggiore
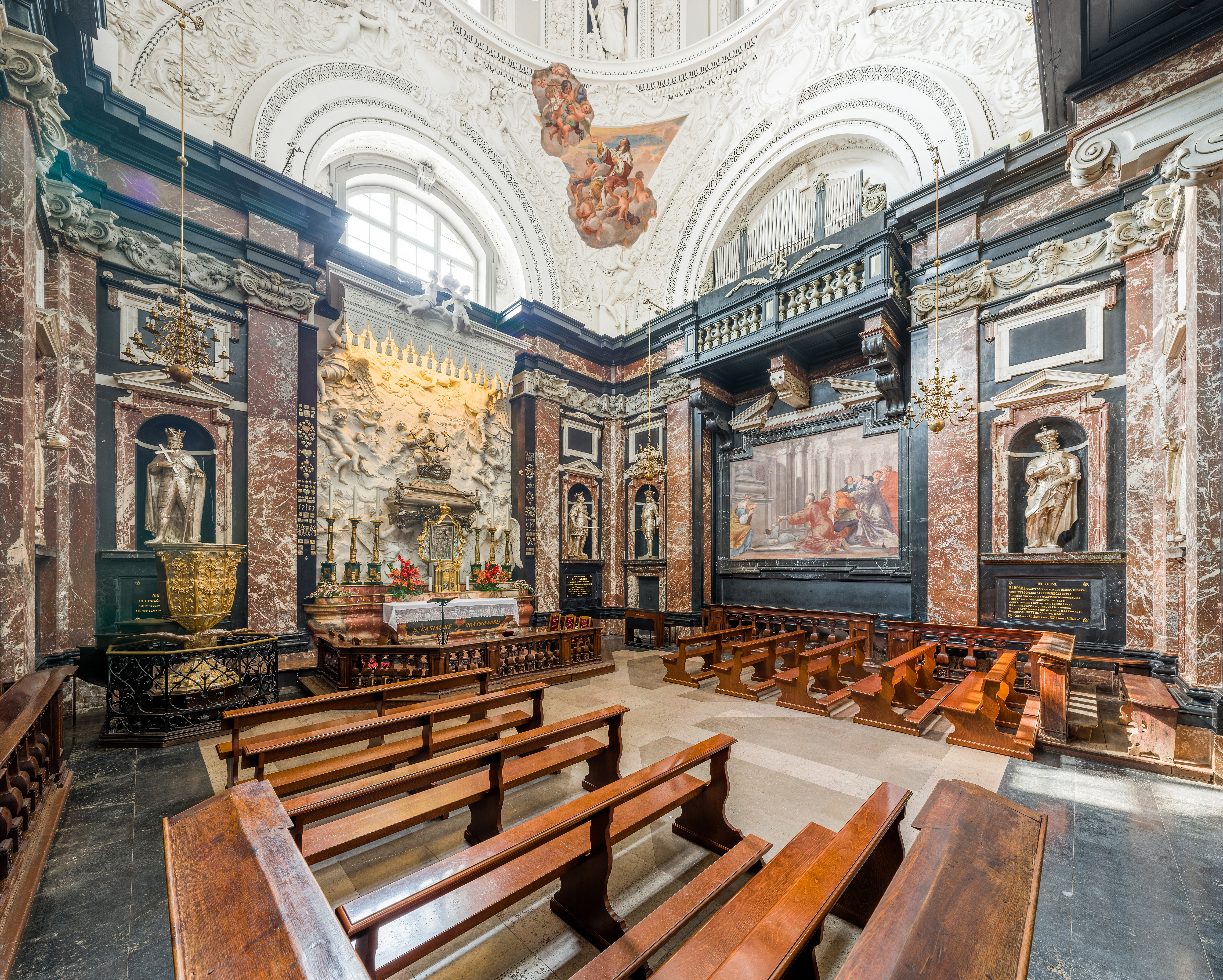
La cappella di san Casimiro
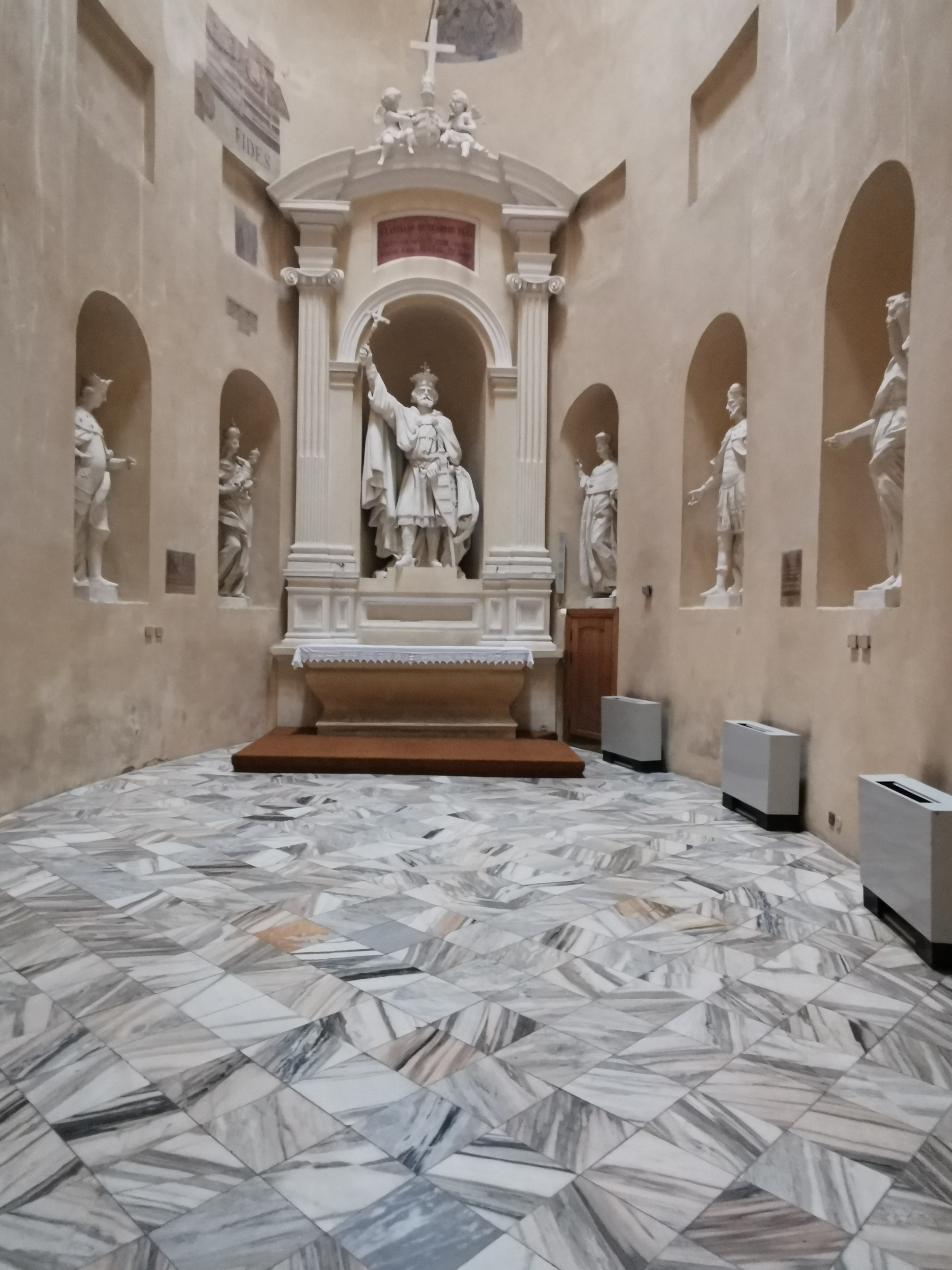
La cappella di San Ladislao
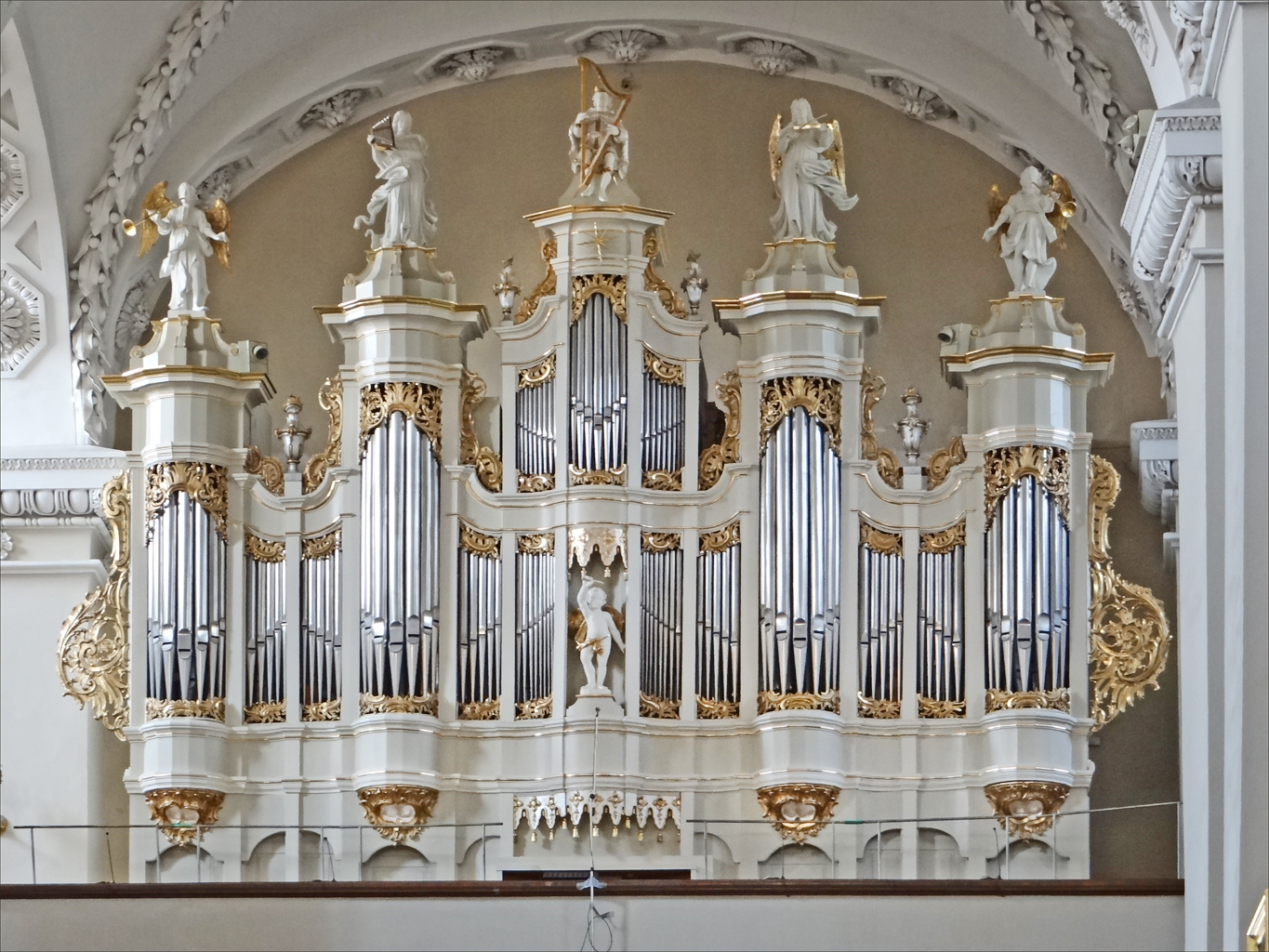
L'organo a canne
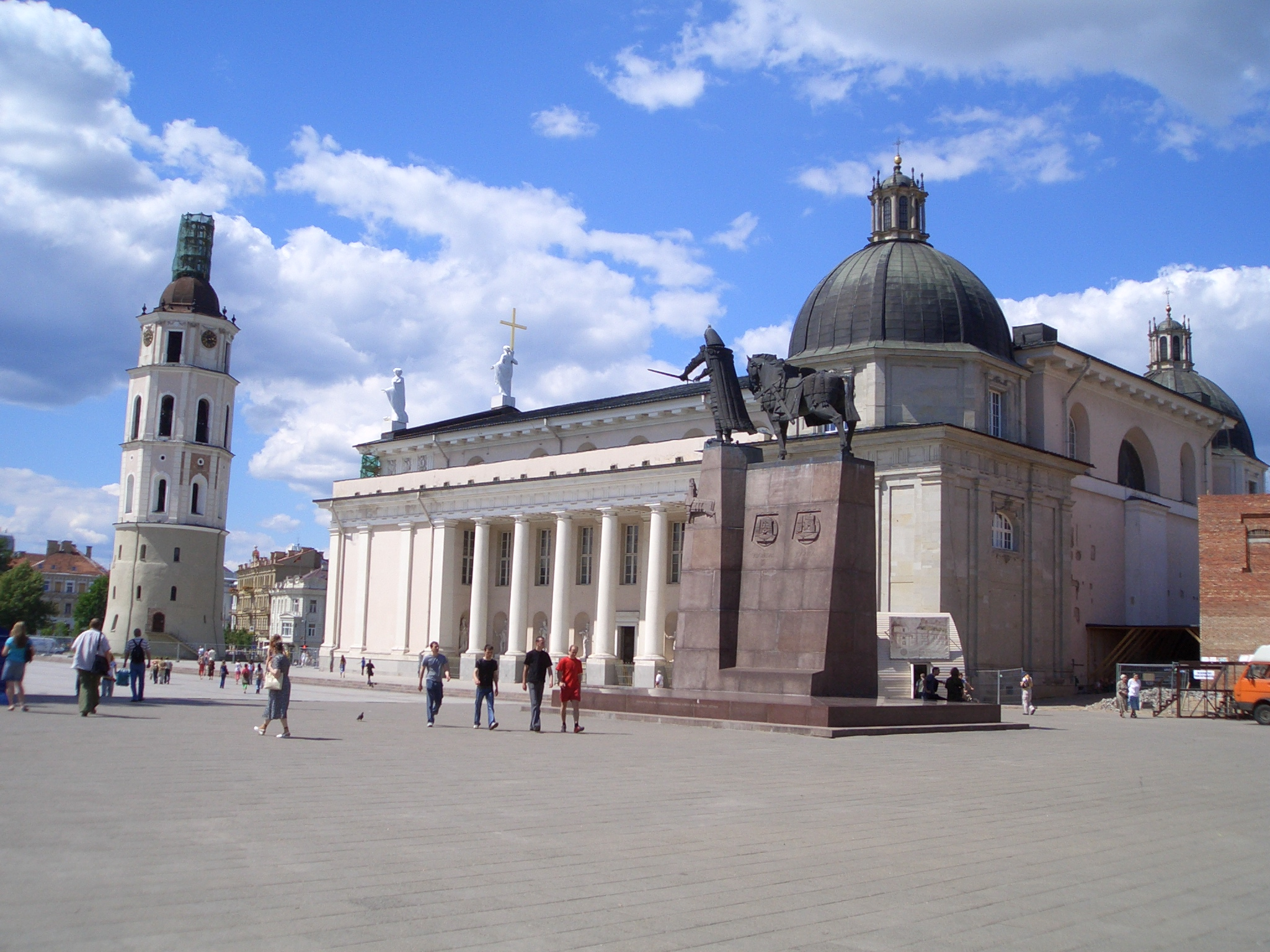
La Piazza della Cattedrale